# Курт Діттмар
Курт Діттмар (нім. Kurt Dittmar; 5 січня 1891, Магдебург — 26 квітня 1959, Гольцмінден) — німецький воєначальник і радіокоментатор, генерал-лейтенант вермахту. Кавалер Німецького хреста в золоті.

## Біографія

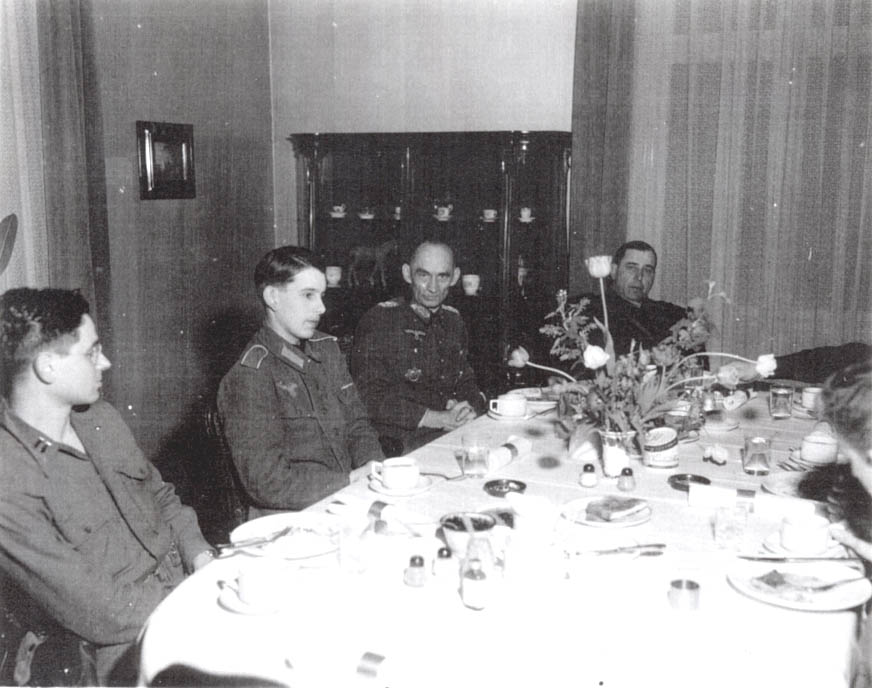
Генерал-лейтенант Діттмар із сином здаються в полон американським військам (Магдебург; 25 квітня 1945).

6 березня 1909 року вступив в саперний батальйон в Магдебурзі. В 1912/14 роках навчався в інженерно-артилерійському училищі Шарлоттенбургу. З початком Першої світової війни повернувся в свою частину, пройшов бойовий шлях від командира взводу до командира батальйону. В 1920 році — офіцер зв'язку Військової комісії союзників по капітуляції Німеччини. Після демобілізації армії залишений в рейхсвері саперним офіцером, в 1927/31 роках —. інструктор піхотної школи в Дрездені, потім — інспектор Міністерства оборони. В 1934 році призначений командиром саперного батальйону в Кенігсберзі. З квітня 1937 року — командир Саперного училища в Берліні-Карлсгорсті. В 1940 році призначений командувачем саперними частинами 1-ї армії. З 1 лютого 1941 року — командир 169-ї піхотної дивізії, дислокованої в Фінляндії. 29 вересня 1941 року знятий з посади через важку хворобу. З квітня 1942 року — офіцер для особливих доручень при ОКВ, бу відряджений військовим оглядачем на Імперське радіо Берліна. Відрізнявся, особливо в кінці війни, реалістичними коментарями про воєнну ситуацію. Коментарі Діттмара були дуже популярними, їх високо оцінив Йозеф Геббельс. 25 квітня 1945 року разом з 16-річним сином Берендом пробрався в розташування американських військ, був інтернований і перебував в таборі для полонених генералів Трент-парк поблизу Лондона. Виступав в якості свідка на Нюрнберзькому процесі. 12 травня 1948 року звільнений і повернувся в Німеччину. В 1952/56 роках — член Союзу німецьких солдатів.

## Звання
- Фанен-юнкер (6 березня 1909)
- Фанен-юнкер-єфрейтор (15 липня 1909)
- Фанен-юнкер-унтерофіцер (15 серпня 1909)
- Фенріх (21 грудня 1909)
- Лейтенант (22 серпня 1910; патент від 22 серпня 1908)
- Оберлейтенант (25 лютого 1915)
- Гауптман (18 грудня 1917)
- Майор (1 лютого 1931)
- Оберстлейтенант (1 червня 1934)
- Оберст (1 квітня 1936)
- Генерал-майор (1 квітня 1940)
- Генерал-лейтенант (1 квітня 1942)

## Нагороди
- Орден Корони (Пруссія) 4-го класу
- Залізний хрест 2-го і 1-го класу
- Ганзейський Хрест (Любек)
- Почесний хрест ветерана війни з мечами
- Медаль «За вислугу років у Вермахті» 4-го, 3-го, 2-го і 1-го класу (25 років)
- Медаль «За Атлантичний вал»
- Застібка до Залізного хреста 2-го і 1-го класу
- Орден Хреста Свободи 1-го класу з мечами (Фінляндія; 26 жовтня 1941)
- Німецький хрест в золоті (19 грудня 1941)